# Lycenchelys
Lycenchelys is een geslacht van straalvinnige vissen uit de familie van puitalen (Zoarcidae). Het geslacht werd voor het eerst wetenschappelijk beschreven in 1884 door Theodore Nicholas Gill.

## Soorten
- Lycenchelys alba (Vaillant, 1888)
- Lycenchelys albeola Andriashev, 1958
- Lycenchelys albomaculata Toyoshima, 1983
- Lycenchelys alta Toyoshima, 1985
- Lycenchelys antarctica Regan, 1913
- Lycenchelys aratrirostris Andriashev & Permitin, 1968
- Lycenchelys argentina Marschoff, Torno & Tomo, 1977
- Lycenchelys aurantiaca Shinohara & Matsuura, 1998
- Lycenchelys bachmanni Gosztonyi, 1977
- Lycenchelys bellingshauseni Andriashev & Permitin, 1968
- Lycenchelys bullisi Cohen, 1964
- Lycenchelys callista Anderson, 1995
- Lycenchelys camchatica (Gilbert & Burke, 1912)
- Lycenchelys chauliodus Anderson, 1995
- Lycenchelys cicatrifer (Garman, 1899)
- Lycenchelys crotalinus (Gilbert, 1890)
- Lycenchelys fedorovi Anderson & Balanov, 2000
- Lycenchelys folletti Anderson, 1995
- Lycenchelys hadrogeneia Anderson, 1995
- Lycenchelys hippopotamus Schmidt, 1950
- Lycenchelys hureaui (Andriashev, 1979)
- Lycenchelys imamurai Anderson, 2006
- Lycenchelys incisa (Garman, 1899)
- Lycenchelys jordani (Evermann & Goldsborough, 1907)
- Lycenchelys kolthoffi Jensen, 1904
- Lycenchelys lonchoura Anderson, 1995
- Lycenchelys maculata Toyoshima, 1985
- Lycenchelys makushok Fedorov & Andriashev, 1993
- Lycenchelys maoriensis Andriashev & Fedorov, 1986
- Lycenchelys melanostomias Toyoshima, 1983
- Lycenchelys micropora Andriashev, 1955
- Lycenchelys monstrosa Anderson, 1982
- Lycenchelys muraena (Collett, 1878)
- Lycenchelys nanospinata Anderson, 1988
- Lycenchelys nigripalatum DeWitt & Hureau, 1979
- Lycenchelys novaezealandiae Anderson & Møller, 2007
- Lycenchelys parini Fedorov, 1995
- Lycenchelys paxillus (Goode & Bean, 1879)
- Lycenchelys pearcyi Anderson, 1995
- Lycenchelys pentactina Anderson, 1995
- Lycenchelys pequenoi Anderson, 1995
- Lycenchelys peruana Anderson, 1995
- Lycenchelys platyrhina (Jensen, 1902)
- Lycenchelys plicifera Andriashev, 1955
- Lycenchelys polyodon Anderson & Møller, 2007
- Lycenchelys porifer (Gilbert, 1890)
- Lycenchelys rassi Andriashev, 1955
- Lycenchelys ratmanovi Andriashev, 1955
- Lycenchelys remissaria Fedorov, 1995
- Lycenchelys rosea Toyoshima, 1985
- Lycenchelys ryukyuensis Shinohara & Anderson, 2007
- Lycenchelys sarsii (Collett, 1871)
- Lycenchelys scaurus (Garman, 1899)
- Lycenchelys squamosa Toyoshima, 1983
- Lycenchelys tohokuensis Anderson & Imamura, 2002
- Lycenchelys tristichodon DeWitt & Hureau, 1979
- Lycenchelys uschakovi Andriashev, 1958
- Lycenchelys verrillii (Goode & Bean, 1877)
- Lycenchelys vitiazi Andriashev, 1955
- Lycenchelys volki Andriashev, 1955
- Lycenchelys wilkesi Anderson, 1988
- Lycenchelys xanthoptera Anderson, 1991